# Iso Matojärvi (sjö i Sotkamo, Kajanaland)
Iso Matojärvi är en sjö i kommunen Sotkamo i landskapet Kajanaland i Finland. Den är 8,7 meter djup. Arean är 46 hektar och strandlinjen är 4,22 kilometer lång. Sjön  ingår i Vuoksens huvudavrinningsområde.   Den ligger omkring 67 kilometer sydöst om Kajana och omkring 460 kilometer norr om Helsingfors. 
Söder om Iso Matojärvi ligger Matojärvi. 